# 潮州市博物馆
潮州市博物馆，又称潮州博物馆，中华人民共和国广东省潮州市的地方综合性和纪念性博物馆，坐落于潮州市人民广场西南角，国家二级博物馆。该馆建馆历史可追溯到1959年在海阳学宫成立的潮安县博物馆，1966年至1973年间曾停止活动，1973年在潮州开元寺恢复文物陈列，1977年独立建制。因行政区划调整，1980年分出潮州市博物馆设在潮州涵碧楼，1983年两馆又合并为潮州市博物馆，馆址迁回海阳学宫。2010年，潮州市博物馆迁至人民广场西南角。分馆涵碧楼设在潮州西湖公园内湖畔。

## 历史
1950年，潮安县文化馆在潮州英聚巷邹厝祠成立，内设文物室。1959年，潮安县博物馆成立，馆址设在海阳学宫旧址，与潮安县文化馆、潮安县图书馆合署办公。1966年，受文化大革命影响，潮安县博物馆停止活动。1973年，潮州开元寺藏经阁举办文物陈列，设有陶瓷、木雕、铜器、牙雕、石雕、书画等文物室。1977年1月，涵碧楼重新开放，楼内恢复有“潮州七日红”资料陈列，命名为“潮安县革命纪念馆”。1977年9月，潮安县博物馆独立建制，馆址在开元寺。1979年，恢复县级潮州市建制。1980年2月，从潮安县博物馆分出部分人员和文物在涵碧楼成立潮州市博物馆。1983年，撤销潮安县并入潮州市。1983年8月，潮安县博物馆和潮州市博物馆随之统一为潮州市博物馆，属潮州市文化局管理，馆址迁回海阳学宫，涵碧楼仍由市博物馆管理，改为革命纪念馆:823。1989年10月，该馆改属潮州市文物管理委员会办公室管理。
2009年6月，位于潮州市人民广场西南角的新馆竣工，新馆占地面积10000平方米，建筑面积13215平方米，高18.8米，分为地上4层和地下1层，具有文物收藏、陈列展示、研究、教育等功能。2010年9月，潮州市博物馆迁入新馆。2013年5月，潮州市博物馆被国家文物局公布为第二批国家二级博物馆。

## 布局
该馆是由圆形主体楼和方形附属楼构成的组合式建筑，地上为四层，一层主要用于贵宾接待和观众服务，二层设有华侨史料展厅、潮州通史展厅和专题展厅，三层主要为文物库房。其中三层的文物库房根据藏品类别，分别设有书画库、陶瓷库、木雕库、民俗文物库、出土文物库、金属玉器库、古籍善本书库等。此外，该馆还设有学术讲演厅等设施。

## 馆藏
潮州市博物馆的馆藏文物具有较强的地方特色，但种类仍较为齐全，包括玉石器、陶瓷器、铜铁锡、潮州木雕、织绣、字画、地方文献、民俗文物和革命文物等，其中尤其以瓷器的数量最多，藏有唐代大青釉瓷碗、宋代瓷菩萨像等很多潮州唐宋窑址出土的精品陶瓷器，是研究“海上陶瓷之路”的重要实物资料。截至2022年9月，潮州市博物馆馆藏珍贵文物达1346件，其中南宋海阳县资福寺大铜钟等国家一级文物10件，国家二级文物88件，民国绿缎地钉金彩绣蟒纹神袍、民国己巳年金漆浮雕“风雨圣者”木仪仗牌、民国谢娟绘绣“鹿”图片等国家三级文物1248件。

## 分馆

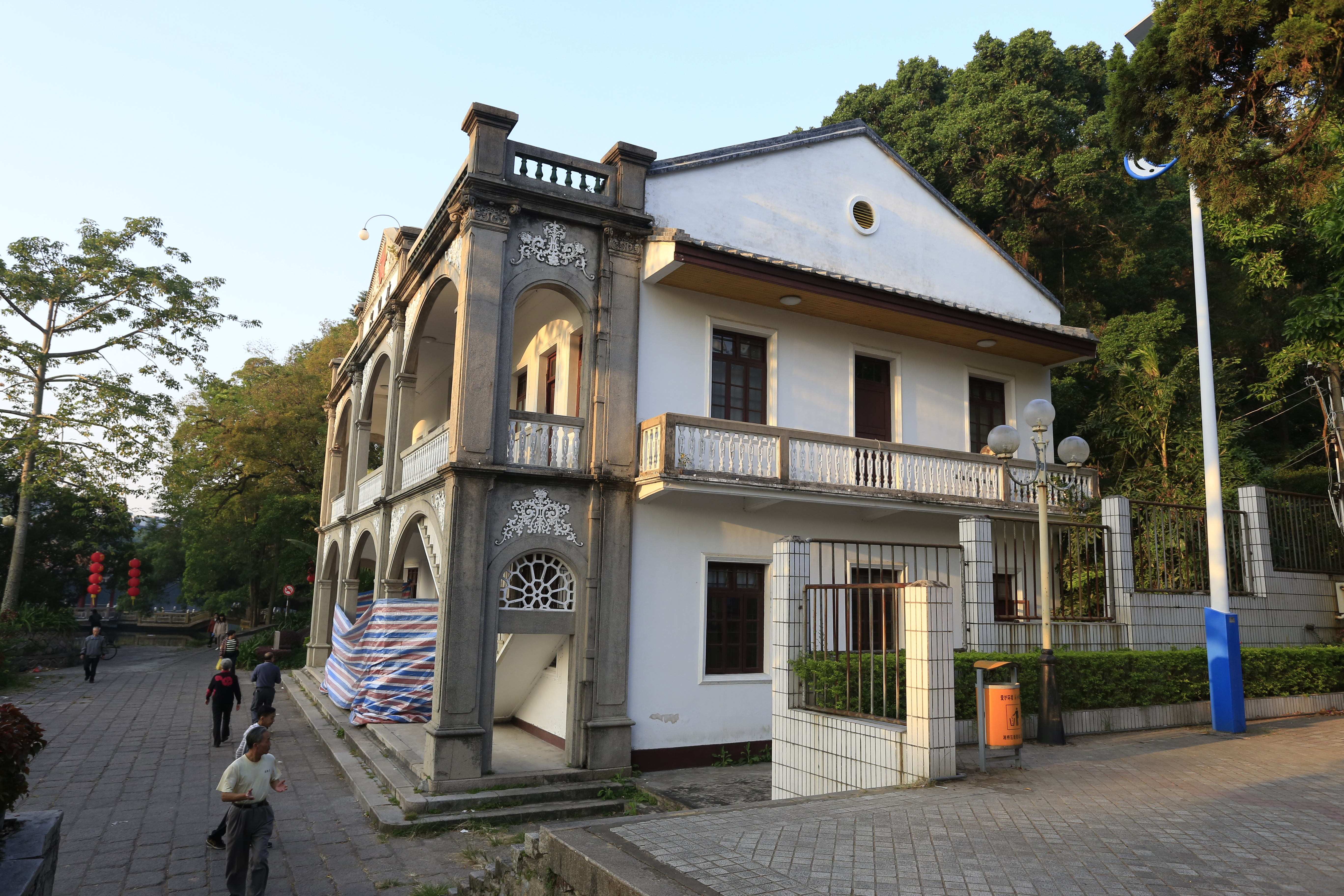
涵碧楼

涵碧楼，即潮州市博物馆涵碧楼革命纪念馆，又称南昌起义军三师司令部旧址，是潮州市博物馆的一个分馆，位于潮州市区西湖公园内，始建于民国十一年（1922年），原本为景观性建筑，后曾被用作东征军黄埔军校办事处、南昌起义军三师司令部等:823。2000年4月，广东省精神文明建设委员会、广东省委宣传部公布涵碧楼为“广东省爱国主义教育基地”。2002年，涵碧楼被广东省人民政府公布为省级文物保护单位。

## 画廊

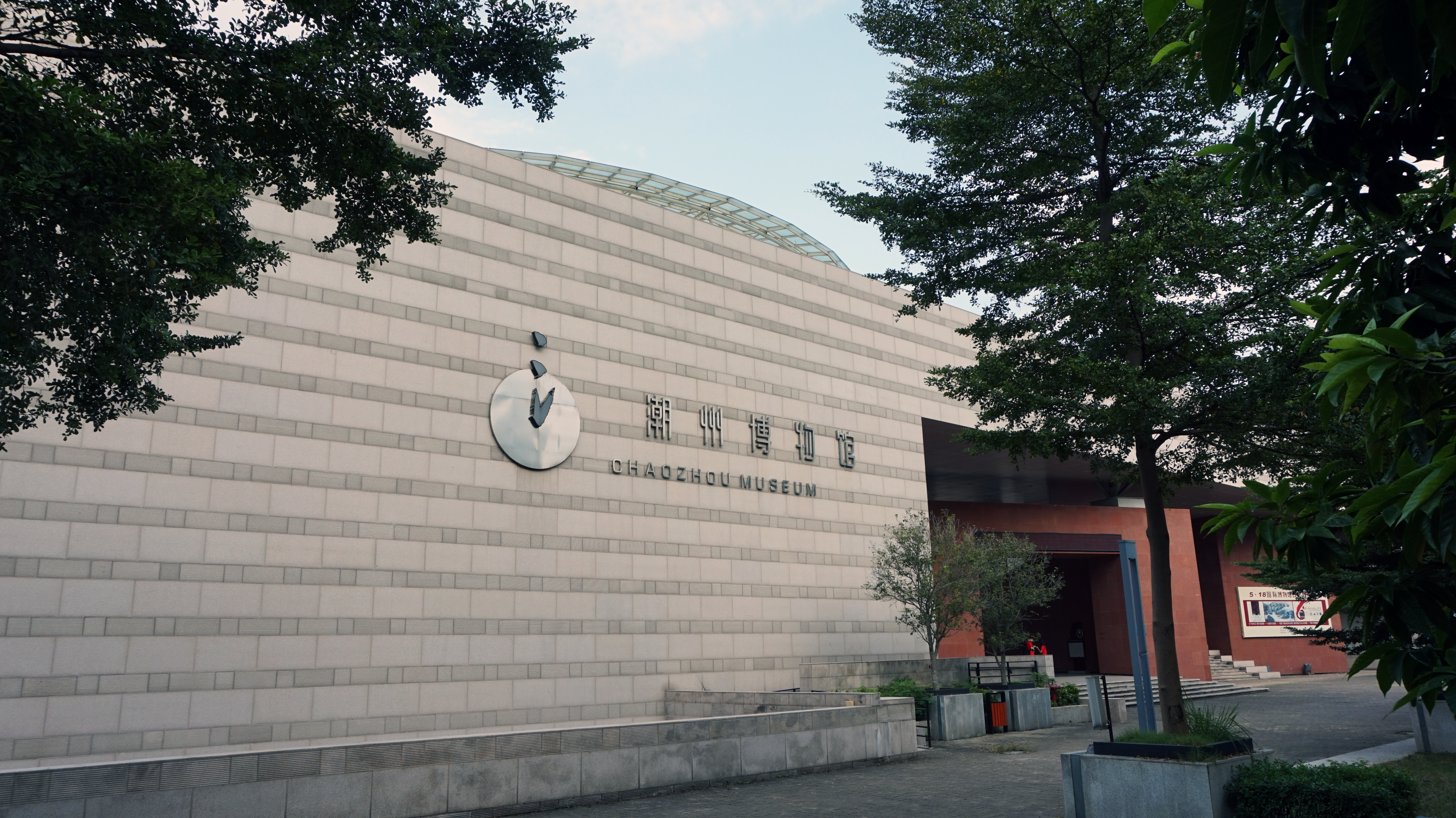
博物馆外墙标识的馆名为“潮州博物馆”
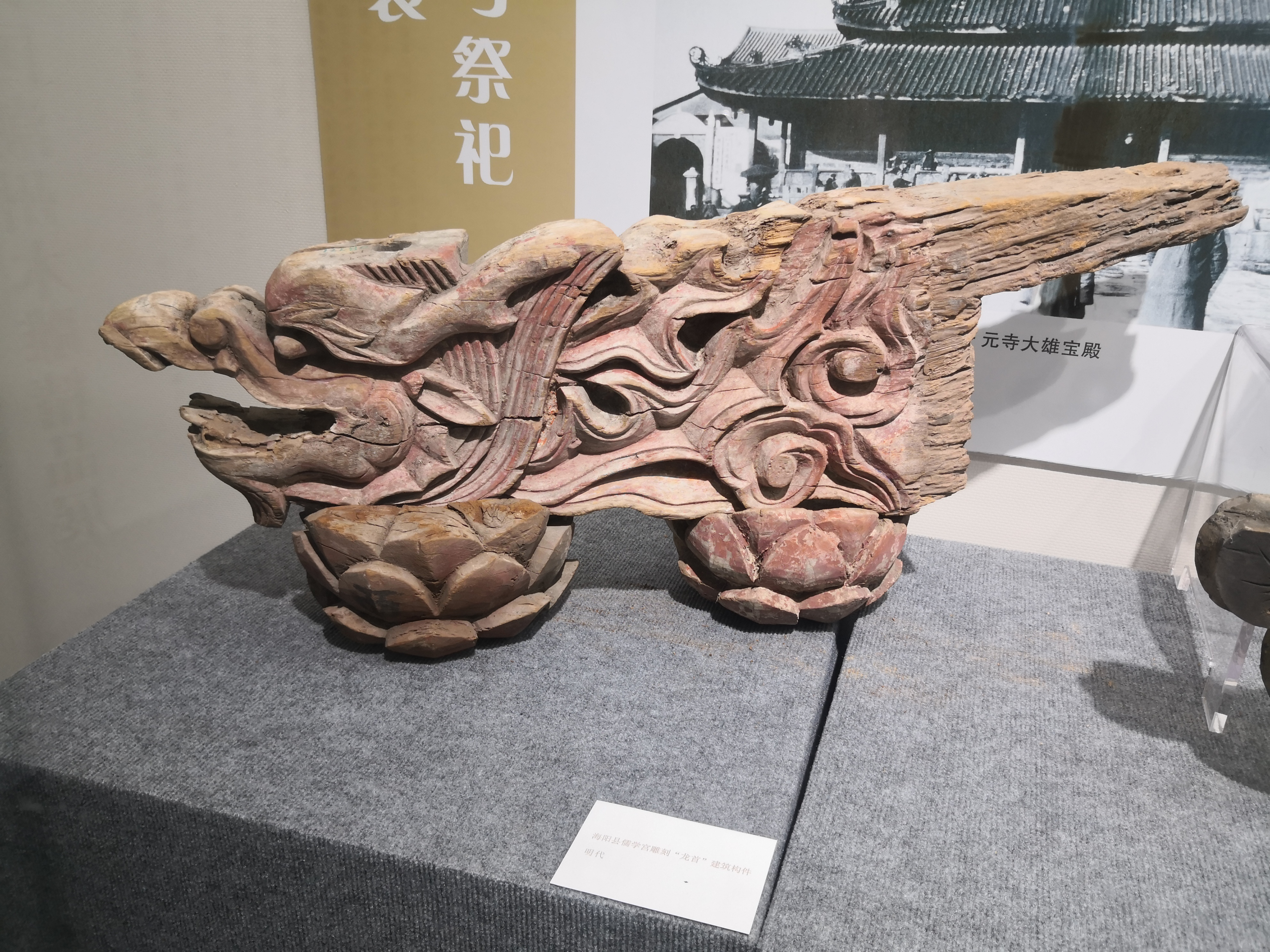
明代海阳县儒学宫雕刻龙首构建
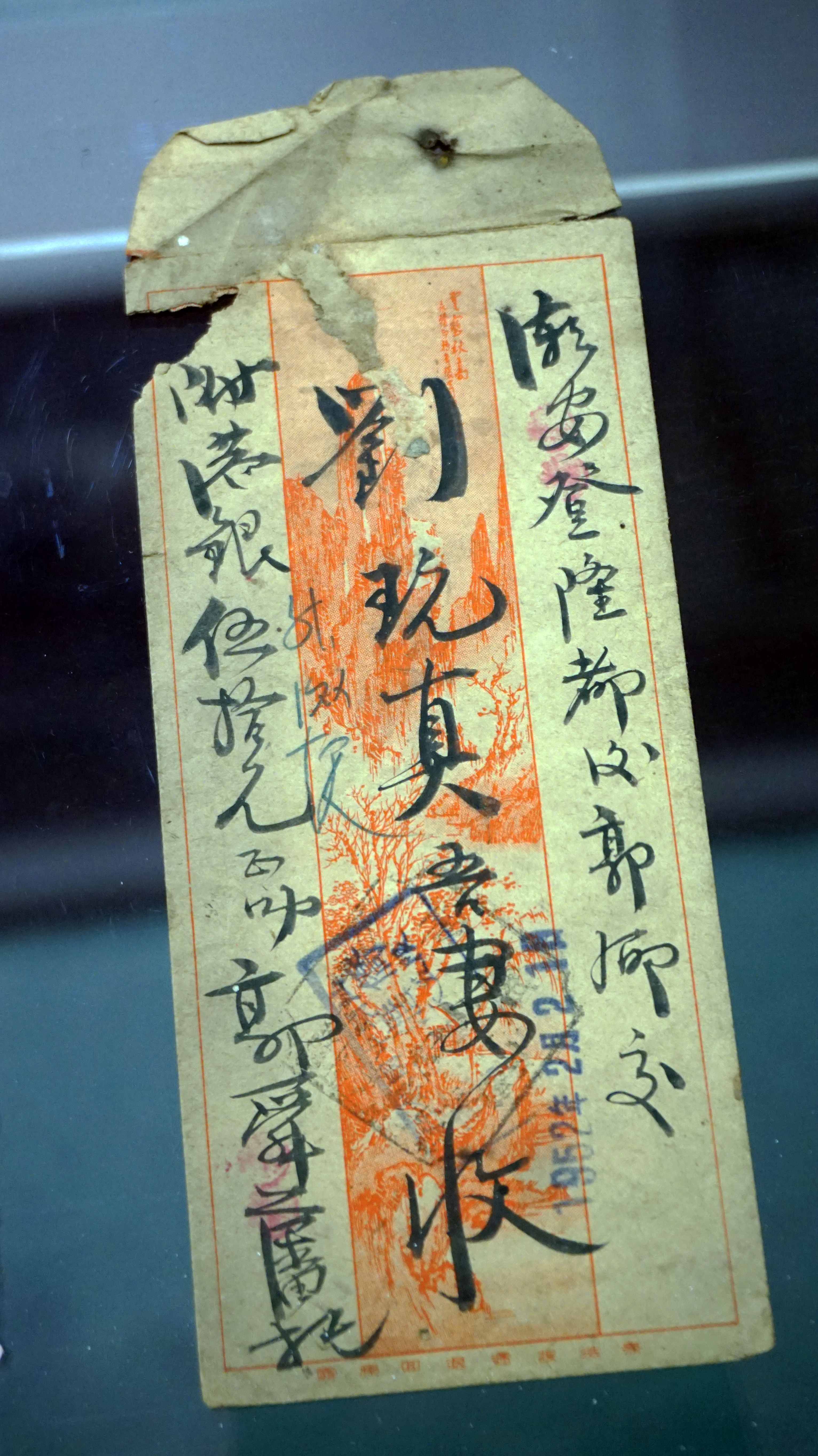
侨批
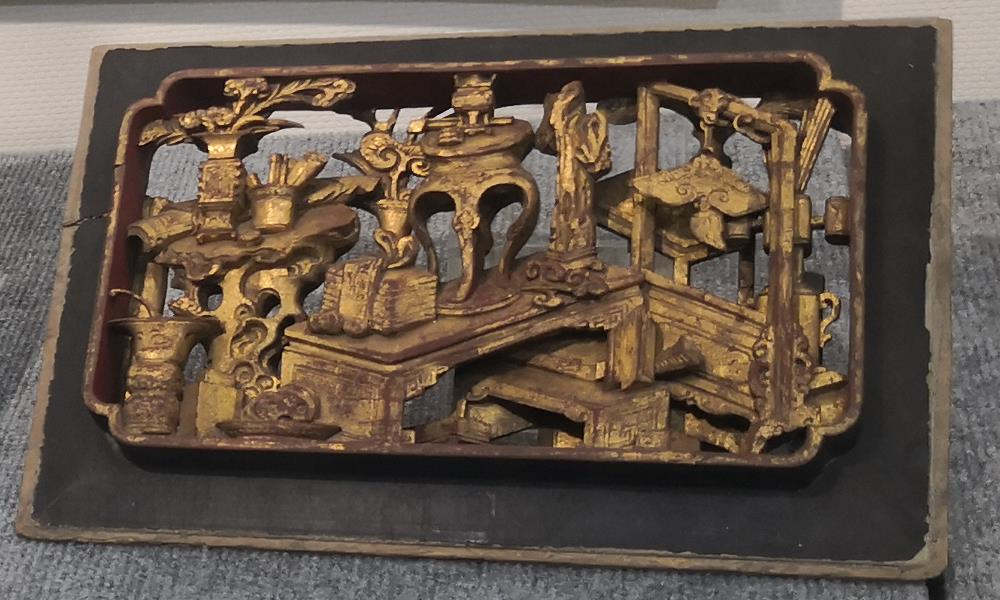
清代金漆木雕“博古图”花板
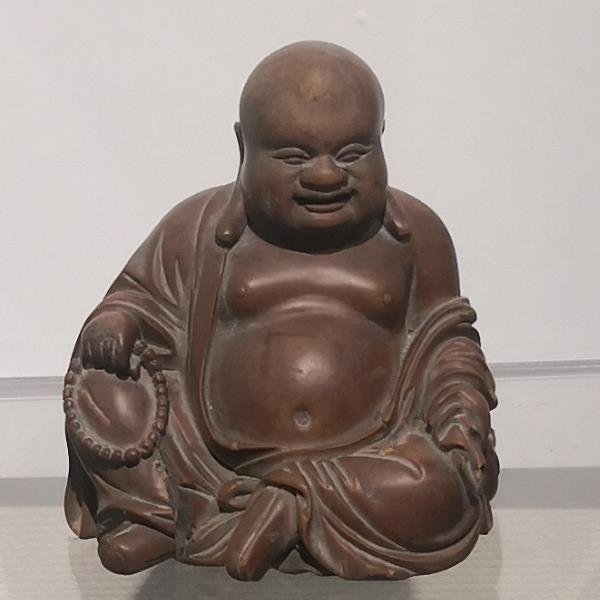
民国圆雕弥勒佛坐像

## 备注
1. ↑  博物馆外墙标识的馆名为“潮州博物馆”